# Língua nobonob
Nobonob (Nobanob, Nobnob), também conhecido como Butelkud-Guntabak ou Garuh (intimamente relacionado [[língua garus|Garus), é uma língua papua falada por cerca mil pessoas na Papua-Nova Guiné. A linguagem está se expandindo ligeiramente. Ari (Ati, A'i) é um dialeto.

## Escrita
A forma do alfabeto latino usada pelo Nobonob não usa as letras C, F, J, V, X, Z.

## Fonologia

### Consoantes (orthografia)
|                | Bilabial | Alveolar | Palatal | Velar | Glottal |
| -------------- | -------- | -------- | ------- | ----- | ------- |
| Oclusiva surda | p p̱      | t ṯ      |         | k ḵ   |         |
| Implosica      | b q      | d ḏ      |         | g g̱   |         |
| Nasal          | m        | n        |         |       |         |
| Fricativa      |          | (s)      |         |       | h       |
| Aproximante    | w        | l        | y       |       |         |

### Vogais (ortografia)
|         | Anterior | Central | Posterior |
| ------- | -------- | ------- | --------- |
| Fechada | i ii     |         | u uu      |
| Medial  | e ee     |         | o oo      |
| Aberta  |          | a aa    |           |

## Amostra de texto
Da gemu tuqan kobol la be doomi amunu madip̱i doognig. Tuqanp̱a da dahilad nid naonao ele niiutuut maḏ oḵainab la laḵa beum. Ba lag heḏkud oiyeye ah dahil hipuḏḵunu lam awa na anṯa da onil eum. E ahen maḏ maḵuḏe mauhe buḏi uḵom.
Português
Ontem à noite aconteceu algo que eu experimentei, então vou contar sobre isso. Ontem à noite, enquanto meus filhos e eu dormíamos, uma cobra muito grande apareceu em casa. Ele subiu e estava rastejando para baixo da casa quando minha esposa pegou a lâmpada para ir ao banheiro. Ela desceu, viu a cobra e me chamou, aí eu levantei, bati na cobra, matei e joguei foraGuiné]]..